# Bin ich schön?
Bin ich schön? ist eine deutsche Tragikomödie in Form eines Episodenfilms von der Regisseurin Doris Dörrie aus dem Jahr 1998.

## Handlung
Die Schicksale 16 verschiedener Personen in München oder im spanischen Sevilla sind miteinander verknüpft. Dabei verlagert sich die Handlung von Spanien nach Deutschland und wieder zurück. Sie alle sind verstrickt in Eifersucht und Liebesaffären, Ehedramen und Hochzeiten, Sehnsüchten und geheimen Wünschen. Gemeinsamkeit aller Figuren ist ihre Traurigkeit und Sehnsucht nach einem anderen Leben. Sie hängen ihren Erinnerungen nach oder beklagen den Verlust einer nahestehenden Person.
Am Ende des Films befinden sich einige der Figuren bei einer Prozessionsfeier, der Semana Santa in Sevilla.
Insgesamt werden so in elf Episoden die Geschichten der Figuren auf ihrer Suche nach Liebe, Wahrheit und Sinn dargestellt.
In der Boutique lässt sich Rita von Franziska einen Kaschmirpullover passend zur zurückgewonnenen Figur verkaufen. Gelangweilt von ihrem Ehemann Fred, der als Koch korpulent geworden ist, steigert sie sich in Details ihrer Diät hinein, erst in der Küche bei der Arbeit für Franziskas Hochzeit erweckt er in ihr wieder alte Gefühle.
Franziska fällt es augenscheinlich schwer, sich auf ihre kurz bevorstehende Hochzeit mit Holger zu freuen. Mit dem Brautkleid auf dem Sitz unterwegs rammt sie Elkes Wagen und erzählt der ihre Geschichte.
Linda lügt sich trampend durch Spanien – mal bei dem Düngemittelvertreter Werner als Taubstumme, mal bei Bodo als Todkranke. Bis sie auf der Prozession in den Armen von Franziskas ehemaligem Freund Klaus endet, der Franziska noch bis zum Tag ihrer Hochzeit zurückzugewinnen versucht.
Bodo und Lucy verleben mit den Kindern Angelina, Philip und Carla einen Familienurlaub in Spanien. Auch sie gelangen am Ende zu der Prozession, auf der Bodo und seine Anhalterin Linda sich aber nicht wieder begegnen.
Juan sucht einen Platz für die Urne mit den Überresten seiner gerade verstorbenen Frau und erwacht erst wieder aus seiner Trauerstimmung, als er im Regen den richtigen Ort findet und die Urne am Stamm eines frei stehenden Baumes begräbt.
Für Vera endet die spanische Urlaubsliebe mit Felipe am Flughafen, wo sie sich von ihm absetzen lässt, um zur Hochzeit ihrer Schwester Franziska zu fliegen. Dort erscheint sie mit einer alten Frau im Rollstuhl, die sie kurz vorher von deren Verwandten ausgesetzt auf der Straße findet.
Während einer genervt geführten Diskussion im hoffnungslosen Stau beichtet Robert seiner Frau Charlotte versehentlich den Seitensprung im Ausland; der nachfolgende Ehekrach wird erst auf der Tanzfläche bei der Hochzeitsfeier von Charlottes Schwester Franziska wieder beigelegt.
Herberts jahrelange Affäre mit Jessica endet, als sich die jugendliche Geliebte kurz vor der Hochzeit seiner Tochter Franziska bei ihm zu Hause die Pulsadern aufschneidet. Er setzt sie in einer Klinik ab, um schnell mit Hilfe seiner ältesten Tochter Charlotte die Wohnung zu reinigen, damit Ehefrau Unna nichts erfährt. Doch die weiß schon lange davon.
Unna trifft kurz nach der Hochzeit der Tochter ihre alte Liebe David in Spanien wieder. Der kann sich aber seit seinem Schlaganfall an nichts mehr erinnern, bis beide zusammen die Puzzleteile ihrer gemeinsamen Vergangenheit wieder zusammensetzen.

## Hintergrund
Doris Dörrie verfilmte mit Bin ich schön? ihre eigene Kurzgeschichten-Sammlung. Sie unterbrach ihre Arbeit an dem Film allerdings für zwei Jahre, weil ihr Ehemann, der Kameramann Helge Weindler, während dieser Zeit überraschend starb.

## Kritiken
Während viele Kritiken dramaturgische Schwachstellen anmahnen, wird das Darstellerensemble durchweg gelobt.

„Ein überragendes Schauspieler-Ensemble und eine Reihe dichter, emotional wie intellektuell tief berührender Momente trösten über die Schwachstellen sowie die bemühte Rahmenhandlung hinweg.“

„Faszinierende Beziehungsrhapsodie voller tiefsinniger Dialoge und spannender Figuren.“

„Aus kunstvoll verwobenen Einzelgeschichten zaubert Doris Dörrie ein phantasievolles, visuell hinreißendes und mit stilsicherer Eleganz erzähltes Porträt auf die Leinwand, das seinem Publikum ebenso ironisch wie liebevoll den Spiegel vorhält.“

„Liebe und Tod - mal witzig, mal tieftraurig. Doris Dörrie spielt die Klaviatur der Gefühle dezent, aber eindringlich rauf und runter.“

„Die großartigen Darsteller haben viel gelitten - deshalb den Daumen gerade noch quer…“

„Vor Dörries Kamera begegnen sich drei Schauspielergenerationen: die Stars des Autorenfilms, die der achtziger und die der neunziger Jahre. Meist sind es die Alten, die den Jungen den Schneid abkaufen.“

„Wenn ein Film die Cinema-Kritiker so spaltet, ist das ein gutes Zeichen. Dörrie ist das Kunststück gelungen, Fortuna in all ihren Absonderlichkeiten zu zeigen, und das macht diesen Film so wahrhaftig schön.“

## Auszeichnungen
- 1998: Bayerischer Filmpreis – Drehbuchpreis[6]
- 1999: Deutscher Filmpreis (Beste Nebendarstellerin) – Nina Petri
- 1999: Deutscher Filmpreis (Bester Spielfilm) – Nominierung
- Die Deutsche Film- und Medienbewertung FBW in Wiesbaden verlieh dem Film das Prädikat wertvoll.